# Andes fictus
Andes fictus är en insektsart som beskrevs av Frederick Arthur Godfrey Muir 1925. Andes fictus ingår i släktet Andes och familjen kilstritar.
Artens utbredningsområde är Filippinerna. Inga underarter finns listade i Catalogue of Life.